# ユニトロン
ユニトロンは、カナダの補聴器メーカーであるユニトロンヒアリング社の通称であり商標である。本社は、カナダ・オンタリオ州に所在する。
日本では1974年よりニュージャパンヒヤリングエイド株式会社(NJH)が総代理店として同社製品を販売。